# Jon Carin
Jon Carin (New York, 21 ottobre 1964) è un musicista, cantante, compositore e produttore discografico statunitense.

## Biografia
Noto principalmente per la sua collaborazione con i Pink Floyd e più specificamente con il chitarrista David Gilmour (con il quale apparve al Live Aid con Bryan Ferry nel 1985) e con il bassista Roger Waters. Nei primi anni ottanta è stato anche il frontman del gruppo Industry, con i quali ha prodotto il singolo di successo State of the Nation nel 1983, seguito dall'album Stranger to Stranger. Nella tournée con David Gilmour nell'anno 2006 aggiunge alle tastiere anche l'uso della chitarra slide.

## Discografia

### Con gli Industry
- State of the Nation (EP)
- Stranger to Stranger

### Con i Pink Floyd
- A Momentary Lapse of Reason
- Delicate Sound of Thunder (live)
- Live at Knebworth '90 (live)
- La Carrera Panamericana (colonna sonora)
- Shine On (box set)
- The Division Bell
- P•U•L•S•E (live)
- Echoes: The Best of Pink Floyd (raccolta)
- The Endless River

### Con Roger Waters
- In the Flesh - Live
- Flickering Flame: The Solo Years Vol. 1 (raccolta)
- Roger Waters The Wall
- Us + Them Tour
- This Is Not A Drill (tour)
- The Lockdown Sessions (2022)
- The Dark Side of the Moon Redux

### Con David Gilmour
- On an Island
- Live in Gdansk
- Remember That Night (Live)
- Rattle That Lock

### Con gli Who
- The Concert for New York City
- Quadrophenia Live

### Con Pete Townshend
- A Benefit for Maryville Academy
- Lifehouse

### Con Richard Butler
- Richard Butler

### Con i Fields of the Nephilim
- Elizium